# Thysanote triloba
Thysanote triloba är en kräftdjursart som beskrevs av Arthur Sperry Pearse 1952. Thysanote triloba ingår i släktet Thysanote och familjen Lernaeopodidae. Inga underarter finns listade i Catalogue of Life.